# Milton J. Durham

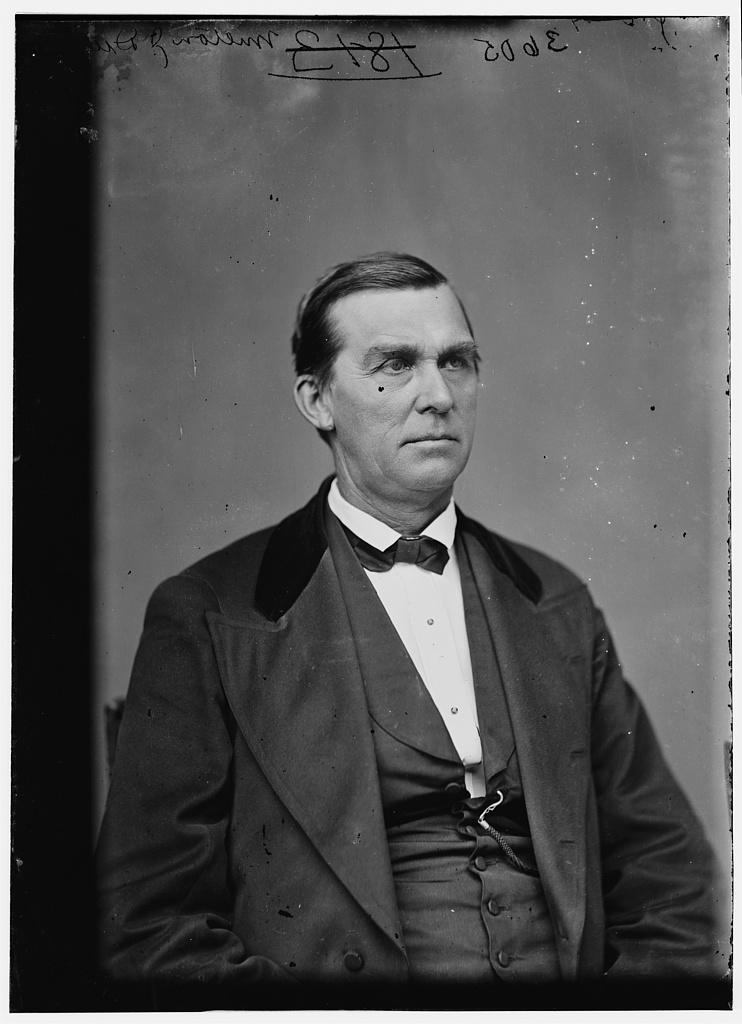
Milton J. Durham

Milton Jameson Durham (* 16. Mai 1824 bei Perryville, Boyle County, Kentucky; † 12. Februar 1911 in Lexington, Kentucky) war ein US-amerikanischer Politiker. Zwischen 1873 und 1879 vertrat er den Bundesstaat Kentucky im US-Repräsentantenhaus.

## Werdegang
Milton Durham besuchte die öffentlichen Schulen seiner Heimat. Danach studierte er bis 1844 in Greencastle (Indiana) an der heutigen DePauw University. Anschließend arbeitete Durham einige Jahre als Lehrer. Nach einem anschließenden Jurastudium an der Louisville Law School und seiner 1850 erfolgten Zulassung als Rechtsanwalt begann er in Danville in diesem Beruf zu arbeiten. In den Jahren 1861 und 1862 war er Richter im achten Gerichtsbezirk von Kentucky.
Politisch war Durham Mitglied der Demokratischen Partei. Bei den Kongresswahlen des Jahres 1872 wurde er im achten Wahlbezirk von Kentucky in das US-Repräsentantenhaus in Washington, D.C. gewählt, wo er am 4. März 1873 die Nachfolge von George Madison Adams antrat. Nach zwei Wiederwahlen konnte er bis zum 3. März 1879 drei Legislaturperioden im Kongress absolvieren. Zwischen 1875 und 1877 war er Vorsitzender des Ausschusses zur Überarbeitung der Gesetze. Vor den Wahlen des Jahres 1878 wurde Durham von seiner Partei nicht für eine weitere Legislaturperiode nominiert.
Nach seinem Ausscheiden aus dem Kongress praktizierte Milton Durham zunächst wieder als Anwalt. Zwischen 1885 und 1889 war er als First Comptroller of the Treasury für das US-Finanzministerium tätig. Im Jahr 1890 zog er nach Lexington, wo er in das Bankgeschäft einstieg. Von 1901 bis zu seinem Tod im Jahr 1911 arbeitete er für die Steuerbehörde in Lexington. Er wurde in Danville beigesetzt.